# Santi Marcellino e Pietro al Laterano (församling)
Santi Marcellino e Pietro al Laterano är en församling i Roms stift.
Till församlingen Santi Marcellino e Pietro al Laterano hör följande kyrkobyggnader:
- Santi Marcellino e Pietro al Laterano
- Sant'Antonio da Padova a Via Merulana
- Santa Maria Immacolata all'Esquilino
- Preziosissimo Sangue di Nostro Signore Gesù Cristo
- Sacra Famiglia di Nazareth
- Sant'Anna al Laterano
- Cappella Collegio Santa Maria
- Cappella Delegazione di Terra Santa